# Michael Bingham
Michael Bingham (13. dubna 1986) je britský atlet, sprinter.

## Sportovní kariéra
V roce 2009 získal stříbrnou medaili na světovém šampionátu v Berlíně ve štafetě na 4 × 400 metrů, v individuálním závodě skončil sedmý. O rok později získal na mistrovství Evropy v běhu na 400 metrů stříbrnou medaili. Na halovém mistrovství Evropy v roce 2013 byl členem vítězné britské štafety na 4 × 400 metrů. V následující sezóně získal nejprve stříbrnou medaili ve čtvrtkařské štafetě na světovém halovém šampionátu v Sopotech, v srpnu 2014 se stal v Curychu mistrem Evropy v běhu na 4 × 400 metrů.

## Osobní rekordy
- 200 metrů – 20,75 (2009)
- 400 metrů – 44,74 (2009)